# Sighsten Herrgård

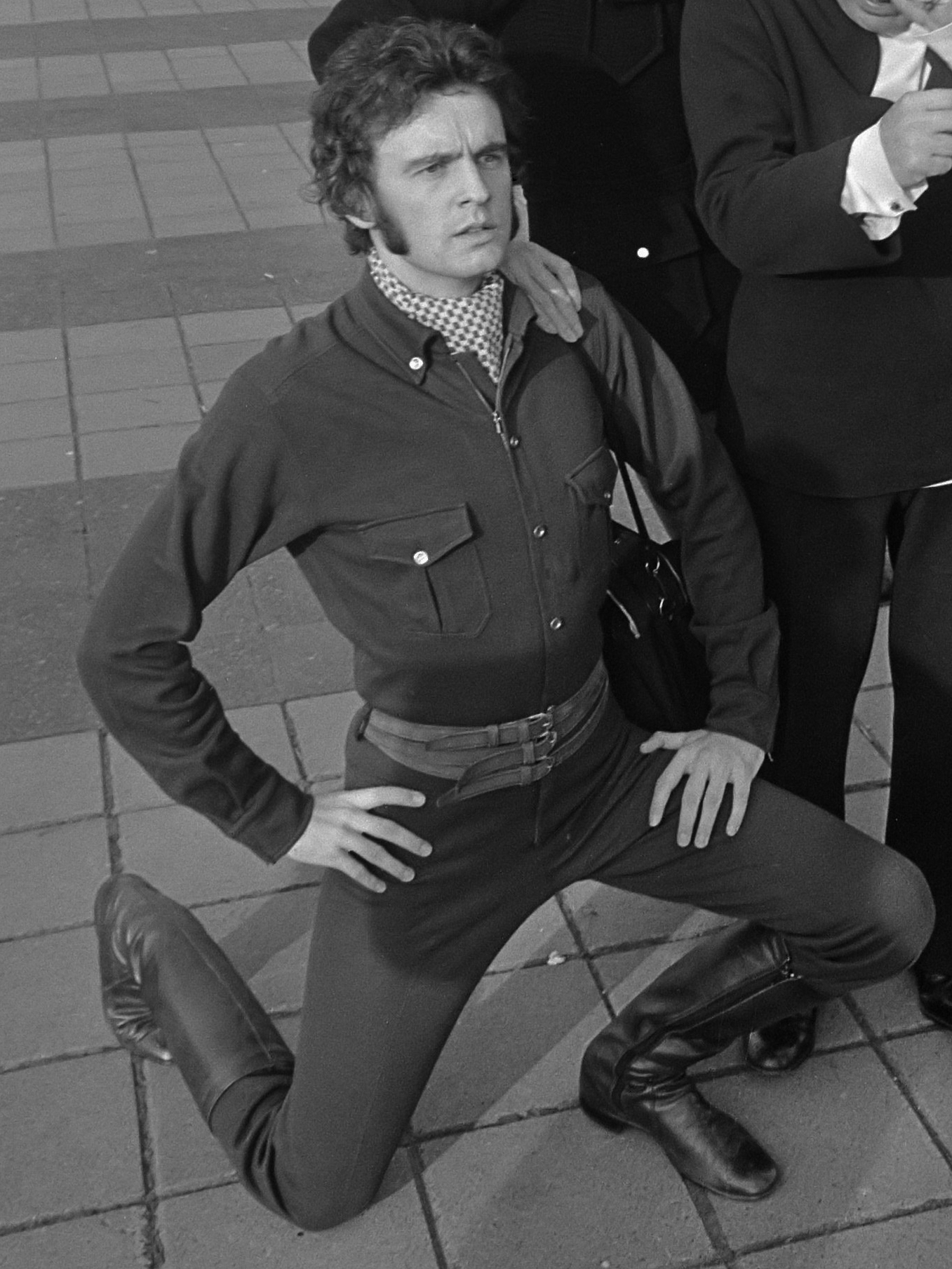
Sighsten Herrgård (1969)

Sighsten Herrgård (Helsinki, 8 januari 1943 – Stockholm, 20 november 1989) was een Zweeds modeontwerper. Herrgård was de eerste Zweedse beroemdheid met aids die openlijk en in het openbaar over zijn ziekte sprak.

## Loopbaan
Herrgård volgde zijn modeopleiding aan de Beckmans Modeschool in Stockholm en aan tekenacademies in Stockholm en Kopenhagen. Zijn carrière kwam in een stroomversnelling toen hij in 1966 een wedstrijd won met zijn collectie uniseks-kledij. In de jaren 70 verwierf hij internationale bekendheid in Parijs en in Noord-Amerika. Verder begon hij zijn eigen bedrijf in Stockholm en werkte hij samen met televisieprogramma's en tijdschriften.
- International Standard Name Identifier: 0000 0000 7354 6072
- LIBRIS: 331235
- Système universitaire de documentation: 180441019
- Virtual International Authority File: 103645334